# Catalònia
|  | Per a altres significats, vegeu «Catalonia». |

Catalònia era una revista de caràcter quinzenal – o semi-mensual –, de contingut artístic i literari, que va veure la llum per primer cop a Barcelona el 25 de febrer de 1898, en el si d'una Catalunya en plena efervescència cultural a tots els nivells, cosa que contrastava amb la decadència que es vivia a Espanya, que al llarg de tot el segle xix havia perdut les seves colònies d'ultramar. A tot Europa van néixer diversos moviments artístics culturals, diferents entre si però amb punts en comú de crucial importància: la modernitat, la voluntat de crear quelcom nou i ben diferenciat dels moviments naturalista i realista predominants fins aleshores. Aquests diversos moviments són principalment l'Art Nouveau, el Modern Style, el Jungendstil… I el Modernisme és el que va néixer a Catalunya.
| «                                                 | El procés de transformació de la cultura catalana, en el canvi de segle, de cultura regional i tradicionalista en cultura nacional i moderna. | » |
| — Joan Fuster a Literatura Catalana Contemporània | |   |

En el si d'aquest Modernisme es va donar una gran reivindicació intel·lectual de la cultura catalana, propiciant l'augment de producció literària en aquesta llengua i promovent-ne una primera normativització (Pompeu Fabra, Ensayo de Gramática de Catalán Moderno, 1891). A més de la producció literària, també van proliferar la resta de les arts: pintura i arquitectura; i, per primer cop, les arts "menors" com l'orfebreria van passar a ser considerades de primer nivell.

## Direcció i col·laboradors
Igual que en qualsevol publicació actual, els que conformen una revista i li donen una inclinació política o una altra son sens dubte els que intervenen directament en la seva creació; l'editorial i els col·laboradors. En el cas que ens ocupa trobem que aquests personatges (alguns d'ells de vital importància durant el modernisme a Catalunya) aporten a la publicació un to nacionalista, de reivindicació de la Nació Catalana, amb una postura política d'esquerres que es radicalitzà amb el temps.

### Col·laboradors de la primera etapa
La primera etapa de Catalònia, iniciada el 25 de febrer de 1898, engega sota la direcció compartida de Jaume Massó i Torrents, Ignasi Iglésias i Ernest Vendrell i amb el protagonisme de Joan Pérez-Jorba. La revista era la continuació ideològica de L'Avenç, defensava els ideals regionalistes més extrems així com tendències literàries modernes. D'altra banda, Catalònia també va promoure, gràcies als seus col·laboradors Casas i Carbó i Pompeu Fabra, un nou concepte literari del català, per mitjà d'una campanya que anomenaren Reforma Lingüística.

#### Relació dels principals col·laboradors de la primera sèrie

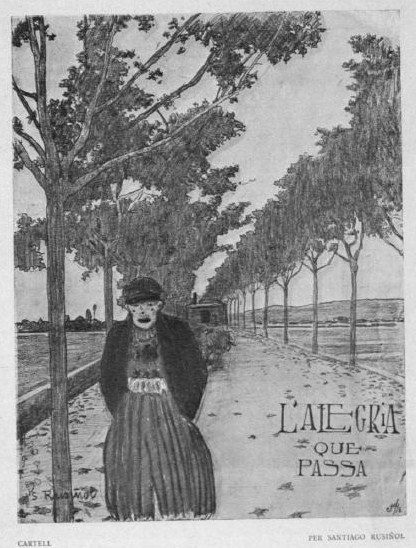
L'alegria que passa, de Santiago Rusiñol

- Pompeu Gener i Babot
- Ramon D. Perés
- Joaquim Casas i Carbó
- Raimon Casellas i Dou
- Enric de Fuentes i Lloselles
- Lluís López Oms
- Claudi Planas i Font
- Santiago Rusiñol i Prats
- Jaume Terri
- Joan Maragall
- Jacint Verdaguer

### Col·laboradors de la segona etapa
La segona etapa de Catalònia, iniciada el 25 de desembre de 1899 sota la direcció de Jaume Massó i Torrents, era d'un caire més d'acord amb l'esquerra política, fins i tot més que als darrers temps de la revista l'Avenç; ja que un nombre significatiu dels participants en la seva creació abogaven per l'ideari anarquista.
En aquests temps la publicació compta amb una llarga relació de col·laboradors, entre els que figuren il·lustres polítics, així com artistes i literats que donen a la revista el caràcter de “semanari literari i de crítica artística".

#### Relació dels principals col·laboradors de la segona sèrie

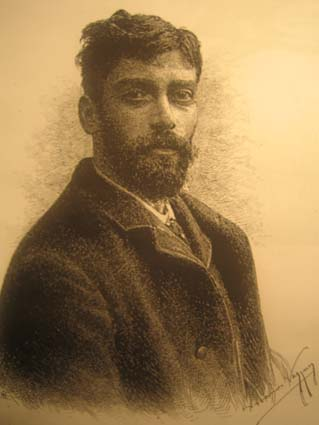
Retrat d'Alexandre de Riquer

- Gabriel Alomar i Villalonga
- Emili Guanyavents i Jané
- Ignasi Iglésias Pujadas
- Miquel S. Oliver
- Joan Pérez i Jorba
- Claudi Planas i Font
- Joan Puig i Ferreter
- Alexandre de Riquer
- Joaquim Ruyra
- Jeroni Zanné

## Format gràfic
Catalònia té fortes reminiscències de L'Avenç també en l'aspecte formal. Tenia un nombre molt similar d'articles crítics, assajos, així com el to agressiu en notes i ressenyes respecte a aquesta publicació.

### Primera Etapa
En la primera etapa de la revista (25 de febrer de 1898 - 31 de novembre de 1898) es publicaren divuit números, en total 284 pàgines de text profusament il·lustrades, normalment per dos nous dibuixants d'aleshores: Ramon Pichot i Gironès i Lluís Bonnín. La presentació de la revista era força clàssica, el format d'aquesta etapa era de 280x190 mm i cada número contenia setze pàgines a dues columnes, tot i que, més endavant alguns números tingueren fins a vint pàgines. Els números 10-11, 12-13 i 14-15 es van publicar agrupats cada dos, formant-ne un de sol, de manera que aquests números contenien vint-i-quatre pàgines de text. Durant aquesta primera etapa la revista sortia cada quinze dies (amb l'excepció dels mesos de juliol, agost i setembre en què va passar a ser mensual) i es venia a deu cèntims.

### Segona Etapa
Durant la segona etapa (25 de desembre de 1899 - 24 de març de 1900) es publicaren dotze números de vuit pàgines cadascun. En aquesta etapa el format era de 390x275 mm i el text es trobava organitzat en tres columnes per pàgina i sense il·lustracions, donant a la publicació un aspecte més proper al d'un diari. Aleshores la revista era setmanal, sortia cada dissabte i es venia per deu cèntims.

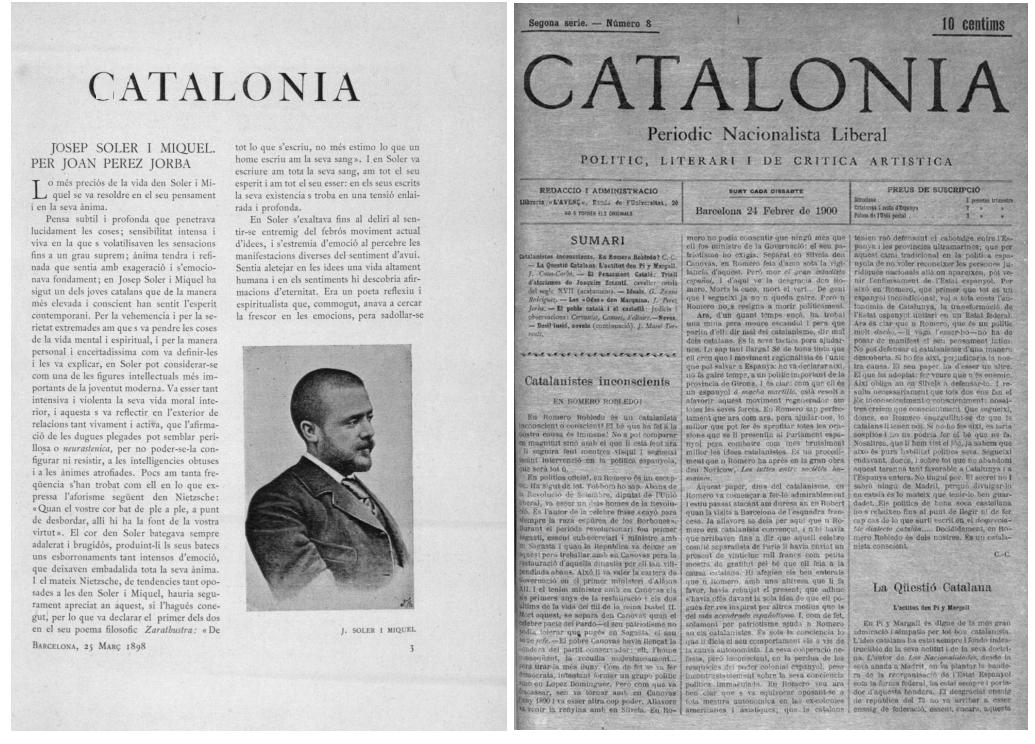
Comparació formal entre les dues etapes de Catalònia

## Origen i evolució estètica

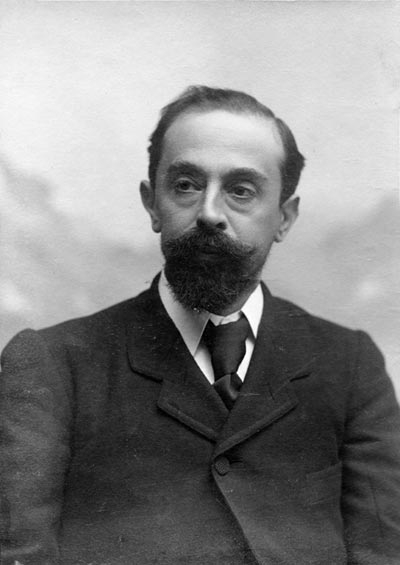
Joan Maragall el 1903

### Naixement
Després de la desaparició de L'Avenç el 1893 molt probablement a causa dels atemptats anarquistes de la tardor del mateix any al Liceu, va quedar un buit ideològic en la branca més catalanista de la intel·lectualitat catalana. Aquest buit el va omplir Catalònia, que va néixer com a hereva de l'anterior revista de les mans de Joan Maragall i Jaume Massó i Torrents, director de la primera sèrie de la publicació, iniciada el 1898.
En paraules de Joan-Lluís Marfany, Catalònia' havia de ser allò que L'Avenç no va poder arribar a complir, un "òrgan al servei dels modernistes catalans".
Així doncs, en un principi, Catalònia havia de ser una eina per a fer conèixer diversos artistes i personatges destacats, així com introduir corrents de pensament predominants a Europa, tot passat pel filtre de l'eclecticisme propi del modernisme; D'Annunzio, Emerson, Nietzsche, Verhaeren, Baudelaire, entre altres autors van aparèixer a les pàgines de la publicació que ens ocupa. Això posa de manifest l'equitat amb la que es tractaven les dues tendències principals durant els últims anys del segle xix a Europa, el vitalisme i el decadentisme, tot i que la redacció de Catalònia defensà el pensament vitalista de Nietzsche per damunt de l'esteticisme simbolista propi del decadentisme.

### Catalònia i els corrents ideològics de final de segle
Com ja s'ha dit; Catalònia és una publicació activament inserida dins del marc del modernisme, amb tot el que això comportava a nivell estètic i filosòfic, sense ser aliena al que a Europa succeïa, el simbolisme, decadentisme, vitalisme...
| «                                   | "El Modernisme és, explícitament, decadentisme i simbolisme, pero implícitament és també regeneracionisme, vitalisme nietzcheà i naturalisme.". | » |
| — J.LL. Marfany sobre el Modernisme | |   |

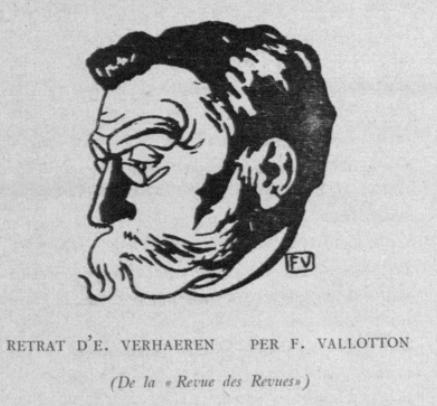
Retrat de Verhaeren per Félix Vallotton Publicat al nº 2 de la revista Catalònia

En si mateix, el modernisme comporta una certa contradicció interna. D'una banda defensa el reconeixement professional de les arts, cosa que comporta certa exclusió respecte a la gran massa social sense un elevat nivell cultural; de l'altra banda el component marcadament nacionalista requereix la interacció directa amb el poble. Això troba el seu paral·lelisme amb la simultaneïtat amb la que es defensen les tesis esteticistes-decadents i les vitalistes d'Ibsen i Nietzsche. M. Siguán diu a la seva tesi que al modernisme s'hi troben dues actituds diferents; "una regeneradora, més militant o social i políticament preocupada, i una decadentista o simbolista que centra la seva revolta en el desenvolupament d'una nova estètica subversiva". Així doncs podem concloure que aquesta incoherència del modernisme es dona a causa del seu caràcter eclèctic davant totes les influències que rep de la modernitat europea.
Aquesta contradicció té una raó de ser, i és que tant l'esteticisme com el vitalisme eren corrents de caràcter modern i, per aquest motiu, s'acceptaven indistintament, ja que segons Jaume Brossa tot plegat eren "quimeres contemporànies". D'aquestes en diu:"La urgent necessitat de modernització no podia alimentar exclusivismes que podrien matar energies per despertar." També la trobem exemples d'això a Catalònia, on s'observen forts contrastos entre la primera i la segona sèrie.
Catalònia té entre els seus col·laboradors representants del modernisme més radical així com representants del modernisme mallorquí; cosa que va permetre la divulgació i introducció de diversos corrents i filòsofs "de moda" a l'entorn d'Europa, introduïts gràcies a les traduccions de Nietzsche, Stirner, Mikhaïl Bakunin i Marx, determinants a l'hora de difondre les ideologies més en voga a Europa; el vitalisme nihilista per una banda i el simbolisme decadentista.
El Vitalisme és el fruit de la conjunció de diverses tendències sorgides a l'últim terç del s. XIX que defensaven el protagonisme de l'ésser humà com a individu té en l'Univers. Juntament amb aquest trobem el nihilisme, corrent defensada per Nietzsche que parlava de la conseqüència de la interpretació de l'existència donada per l'Europa cristiana i moderna.
El vitalisme que vol dur a terme una voluntat més renovadora, apareix a la revista a mans d'A. Camps, el qual esmenta la reinterpretació de l'escriptor italià Gabriele d'Annunzio, en clau regeneradora. Catalònia considera a G. d'Annunzio com un exemple del nou model d'artista modern i cosmopolita, a partir d'una interpretació en clau nietzscheana i, per tant, vitalista de l'artista. D'aquesta manera es relacionaven les conquestes tècniques del simbolisme i l'esteticisme de fi de segle amb els propòsits regeneracionistes.
El simbolisme durant el finde-de-siecle va anar íntimament relacionat amb el decadentisme arribant a ésser quasi sinònims i ha sigut definit a vegades com a tendència cultural més que no pas com a moviment artístic. Igual que el decadentisme, el simbolisme pren com a premissa una concepció pessimista de l'existència.
| «                                                         | "J. Moréas proposava reemplaçar l'apel·latiu de decadent pel de simbolista, "Les prétendus décadents cherchent avait tout dans leur art le pur Concept et l'éternal Symbole". Aquest fet resulta significatiu perquè serà el mateix J. Moréas qui un any més tard, a Le Figaro, publicarà el conegut manifest en el qual mirarà d'imposar el mot simbolisme, a fi de fer referència a la nova poesia i de diferenciar-se així d'aquells que acceptaven sense reserves el qualificatiu de decadents.". | » |
| — Irene Gras a la seva tesi "El Decanentisme a Catalunya" | |   |

Aquest moviment va tenir un paper determinant en l'ideari del modernisme. De fet, en el cas de la publicació Catalònia, va ser motiu de contraposició amb una altra revista, Luz, defensora aferrissada del corrent simbolista-decadentista, oposant-se frontalment a l'ideari polític i filosòfic de la primera.
El corrent decadentista-simbolista va ser àmpliament recolzat a Catalunya i Espanya, degut al fort impacte moral que va suposar per a l'antic "Imperio Español" perdre les seves últimes colònies a ultramar; Cuba i Filipines, en allò que es coneix com el desastre del 98, que va comportar la pèrdua d'un important mercat i, per tant, una gran davallada dels ingressos, entrant en una forta crisi econòmica.
Si bé Espanya estava sumida en la tristor i en la misèria després de la pèrdua de les colònies, a Catalunya el panorama era lleugerament diferent, la indústria tèxtil era un bon motor econòmic al país. D'altra banda, des de l'Estat es va optar per a repartir la riquesa de les regions més riques (Catalunya) entre la resta, cosa que va portar al fenomen conegut com a "Tancament de Caixes", explicat al següent apartat.

### La fi de Catalònia
El tancament de Catalònia va estretament lligat als seus ideals polítics d'esquerres, que en el si d'un país en plena decadència social i política com era una Espanya que acabava de perdre les últimes colònies a ultramar (Cuba i Filipines al Desastre del 98) es trobava condicionada pels moviments anarquistes creixents a la societat catalana, que va protestar en diverses ocasions.
A tot això cal afegir-hi una desafecció de la ciutadania de Catalunya respecte al sistema, amb el consegüent auge de l'anarquisme, que ja va provocar la desaparició de L'Avenç per culpa de l'atemptat que va tenir lloc al Gran Teatre del Liceu el 1893. Establint un cert paral·lelisme, a Catalònia no va ser pas un atemptat el que va provocar la dissolució de la redacció, sinó el moviment polític a conseqüència de la protesta coneguda com el "tancament de caixes" que va portar a una sèrie de vagues que van trasbalsar la ciutat de Barcelona al març del 1900, provocades per l'excessiva tributació de Catalunya a les despeses de l'empobrit Estat espanyol.
Cal ressenyar la importància política i intel·lectual que Catalònia va tenir en tant que "setmanari literari i de crítica artística", el fet de la seva cessació va suposar, d'altra banda, un vital reforç per una altra publicació coetània que agrupava les principals forces del modernisme finisecular en un front comú que permetria grans avenços; la revista Els Quatre Gats juntament amb Pèl & Ploma, que van esdevenir immediatament hereves de la tasca "d'eina al servei dels modernistes catalans".

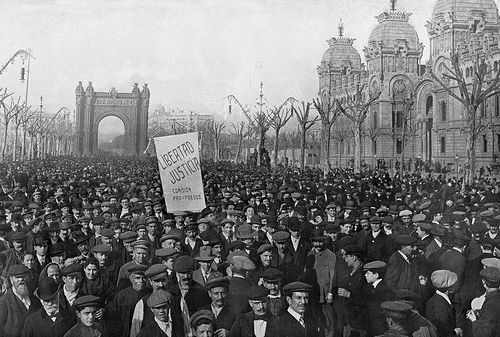
La gent va sortir al carrer pel tancament de caixes

## Relació de continguts
Aquí davall incorporem dues taules corresponents a les dues etapes de Catalònia, en què es pot trobar desglossat cada número de la revista, de manera que els articles i textos més rellevants que s'hi varen publicar queden classificats segons el seu contingut.
A la primera taula trobem l'apartat d'Il·lustracions i Autors, ja que en aquesta primera etapa la revista va publicar diverses il·lustracions de dibuixos, retrats, etc. En canvi, a la segona etapa ja quasi no es varen publicar imatges i és per això que l'apartat desapareix. A la segona taula, apareix un nou apartat: Articles polítics, ja que l'orientació política de la revista durant aquesta etapa pren un pes important i les seves publicacions se'n fan ressò.

### Primera Etapa
| Número | Data                      | Il·lustracions i Autors | Personalitats de les que es parla i textos d'autors estrangers | Articles i textos literaris | Poesia | Teatre i Música |
| ------ | ------------------------- | --- | --- | --- | --- | --- |
| 1      | 25 de febrer del 1898     | - Retrat de Benet Mercadé (Fet per ell mateix. - Dibuix (B. Mercadé) - La translació del cos de Sant Francesc (B. Mercadé) - La mort de F. Joan Clímac (B. Mercadé) - Santa Teresa de Jesús (B. Mercadé) - Dibuix (B. Mercadé)                                                                | - Benet Mercadé (Josep M. Jordà) - A l'anar a sortir el sol, i el coneixement pur: dos fragments de Frederic Nietzsche Així Parla Zarathustra. (Traducció de Joan Maragall)                   | - Els foners (Alexandre de Riquer) - Ideals nous per a la «Catalònia» (Alexandre Cortada) | - Don Juan a l'Infern per Charles Baudelaire (Traducció d'Enric Guanyabéns) | |
| 2      | 10 de març de 1898        | - Retrat de Verhaeren (F. Vallotton) - Cartell (Santiago Rusiñol) | - Emile Verhaeren (Joan Pérez Jorba) | - Contrast (Santiago Rusiñol) | - Cant dels joves (Joan Maragall). - Lo temple, fragment del poemet inèdit Santa Eulària (Jacint Verdaguer). - Prenupcial (E. Guanyabéns) - A la dida de Gabriel D'Annunzio (Traducció d'E. Guanyabéns) | - Interior de Maurici Maeterlinck (Traducció de Pompeu Fabra)                                                                                              |
| 3      | 25 de març de 1898        | - Fris pera la coberta de «L'alegria que passa» (Arcadi Mas i Fontdevila) | - Josep Soler i Miquel (Joan Pérez Jorba) | - El vell carrilaire (Ignasi Iglésias). - L'Ideal i el misteri (E. Vendrell) - Literatura parisenca en castellà (J. B. R.)                                                                                   | - L'Àvia (Claudi Planas i Font). - Primaveral (Jaume Terrí) - Ubriagueu-vos! de Charles Baudelaire (Traducció de J. R. C.)                                                                              | - Els perses. Tragèdia d'Èsquil (Traducció d'Arthur Masriera) - Cançó de Zaira de «L'alegria que passa». (Lletra de Santiago Rusiñol i música d'E. Morera) |
| 4      | 10 d'abril de 1898        | - L'ermità (R. Pichot) | - «Paris». D'Émile Zola (Alexandre Cortada) | - Llibertat (Santiago Rusiñol) | - Íntima (Ignasi Iglésias) | - Els perses. Tragèdia d'Èsquil (Traducció d'Arthur Masriera). Continuació.                                                                                |
| 5      | 25 d'abril de 1898        | - 5 Dibuixos (L. Bonnin) | - Frederic Nietzsche i lo que representa realment la seva filosofia (Pompeu Gener) - Fragments traduïts d'Emerson. De l'assaig «Confiança en si mateix» (Traducció de Ramon D. Perés)         | - Pensant-hi (Joaquim Casas-Carbó) - La llar apagada (J. Massó i Torrents) | - L'Abadia (Roger d'Erill) - L'Arbre trist (E. Guanyabéns) | - Els perses. Tragèdia d'Èsquil(Traducció d'Arthur Masriera). Continuació.                                                                                 |
| 6      | 15 de maig 1898           | | | - El serpent místic (quasi una fantasia) (Jaume Brossa Roger) - La cançó eterna. Fragments (Henric de Fuentes)                                                                                               | - A ulls clucs (Claudi Planas i Font) - Suspira de profundis. D'en Gabriel d'Annunzio | - Cançó d'agost (Lletra d'Apeles Mestre i música de Pere Henric de Ferran) - Els perses. Tragèdia d'Èsquil(Traducció d'Arthur Masriera). Acabament.        |
| 7      | 31 de maig de 1898        | - Marian Aguiló i Fuster als 30 anys (d'un retrat fet en 1855 per en J. Mestre) - Marian Aguiló i Fuster als 72 anys (del retrat en 1897 per en Tomas Moragas per al Centre Excurcionista de Catalunya)                                                                                       | - Sobre el «Llibre de la mort» de Marian Aguiló (Ramon D. Perés) - Notes de Guillem d'Humboldt sobre les nacions castellana, catalana i vasca (Joaquim Casas-Carbó)                           | - Dominació (Joan Pérez Jorba) - Una fàbrica de Sants, del llibre inèdit Fulls de la vida (Santiago Rusiñol)                                                                                                 | - Dedicatòria de Goethe (Traducció de Joan Maragall) - A un Rossinyol, (E. Guanyabéns) | |
| 8      | 15 de juny de 1898        | - En Glandstone llegint (de quadre de J. Mac Lure Hamilton, en el museu de Luxemburg) - Retrat d'en Glandstone - En Glandstone pronunciant davant del parlament el gran discurs a favor del «Home Rule» (Dibuix de W. Russell) - Castell de Hawarden, propietat i residència d'en Glandstone. | - Un benefactor polític (Alfred Opisso) - La sessió de l'Ateneu en memòria d'en Marian Aguiló (J. P. J.)                                                                                      | - La venda del Museu-Armeria Estruch (S. R.) | - Conjugal (Jaume Terrí) - An el meu fill (J. Massó i Torrents) | - Ifigènia a Tàurida. Tragèdia de Goethe (Traducció de Joan Maragall)                                                                                      |
| 9      | 30 de juny de 1898        | - Gabriel d'Annunzio (Fotografia de Boyer) - El darrer viatge (Dibuix de R. Pichot) - El darrer viatge (Dibuix de R. Pichot) | - Gabriel d'Annunzio (Joan Pérez Jorba) | - Contribució a l'Estudi de la pròxima transformació dels estats europeus neo-llatins (Joaquim Casas-Carbó) - Soletat. El darrer viatge (Santiago Rusiñol) - Ecos polítics de la prempsa exterior (J. P. J.) | - Oda a Espanya (Joan Maragall) - Joventut de Gabriel Vicaire (Traducció d'E. Moliné i Brasés) | - Ifigènia a Tàurida. Tragèdia de Goethe (Traducció de Joan Maragall). Continuació.                                                                        |
| 10- 11 | 15-31 juliol 1898         | | - Gabriel d'Annunzio (Joan Pérez Jorba). Continuació. | - L'Anglo-saxonisme (Jaume Brossa Roger) | - L'Aufàbrega (Joan Maragall) - Julia Liberta Blanda (Miquel S. Oliver) | - Melangia (Lletra d'Ignasi Iglésias i música d'Enric Morera) - Ifigènia a Tàurida. Tragèdia de Goethe (Traducció de Joan Maragall). Continuació.          |
| 12-13  | 15-31 d'agost de 1898     | - Chor de noies (Dibuix de R. Pichot) | - En la mort d'en Bismarck (Miquel S. Oliver) - Gabriel d'Annunzio (Joan Pérez Jorba). Continuació.                                                                                           | | - Horaciana (Gabriel Alomar) | - Ifigènia a Tàurida. Tragèdia de Goethe (Traducció de Joan Maragall). Continuació.                                                                        |
| 14-15  | 15-31 de setembre de 1898 | | - Stéphane Mallarmé (Joan Pérez Jorba) - Bjoernson sobre la unió de Suècia i Noruega (Bjoernsterne Bjoernson) - Sobre la mort de Percy Bysshe Shelley (Traducció de Joan Pérez Jorba)         | - Els dos esperits (Gabriel Alomar) | - Sant Lluc, pintor per Dante Gabriel Rossetti (Traducció d'Alfred Opisso) | - Ifigènia a Tàurida. Tragèdia de Goethe (Traducció de Joan Maragall). Acabament.                                                                          |
| 16     | 15 d'octubre de 1898      | - Dibuix (R. Pichot) - Dibuix (R. Pichot) | | - A propòsit de «Pelleas i Melisanda» (Jaume Brossa Roger) - El patí blau (Santiago Rusiñol) - Cercant el Compte l'Arnau (Joan Maragall)                                                                     | - Primavera eterna (E. Guanyabéns) - Colomb a les Indies (Gabriel Alomar) | - Els primers freds (Ignasi Iglésias) |
| 17     | 31 d'octubre de 1898      | | | - La França i la Confederació Occidental (Alexandre Cortada) - El teatre nacional de Noruega (Jaume Brossa)                                                                                                  | - Visió Mig-Eval (Gabriel Alomar) - La flor dels morts (E. Gunyabéns) - L'etern combat (J. Massó i Torrents)                                                                                            | |
| 18     | 15 de novembre de 1898    | | - Així parlà Zarathustra de Federic Nietzsche. Trossos del prefaci (Traducció de Joan Maragall) - En Lluís Couperus (J. P. J.) - Majestat. Novel·la de Lluís Couperus (Traducció de J. P. J.) | - El «meeting» de frac (R. Casellas) | - El cantor dels humils (Ignasi Iglésias) - El bosc nou (Claudi Planas i Font) | - Negra nit (Lletra d'E. Guanyabéns i música de R. Villegas)                                                                                               |

### Segona Etapa
| Número | Data                   | Personalitats de les que es parla                                                                   | Articles polítics | Articles i textos literaris | Poesia | Teatre, Música i Art                                             |
| ------ | ---------------------- | --------------------------------------------------------------------------------------------------- | --- | --- | --- | ---------------------------------------------------------------- |
| 0      | 25 de desembre de 1899 | | - Programa Polític - Tasca - L'individualisme català (Pere Corominas) - La Qüestió Catalana (Joaquim Cases Carbó) - Catalanistes inconscients. En Silvela (C.C)                                                       | - Massa xerraries (J. Amorós) - La flor del fajol (Claudi Planas i Font) - Les obres noves d'Iglesias. L'Alosa. (Joan Pérez Jorba) - Exterior: els Estats Units Sud-africans? (W. Lilé)                                                                                            | - La Sembra (Ignasi Iglésias)                                                                                   | - Crònica teatral: Novetats (J. P. J.)                           |
| 1      | 6 de gener de 1900     | | - O tot o res (C. C.) - La Qüestió Catalana: El concert econòmic (J. Cases Carbó) | - El profeta Clavé (Pere Corominas) - Eclipses de l'any 1900 (E. F.) - Exterior: Dates principals de la guerra anglo-boer. Octubre de 1899. (Seguirà) - Noves - La vida catalana: Desil·lusió (Novel·la de J. Massó i Torrents). Continuarà.                                       | - El Compte Arnau (Joan Maragall) - El Super-home                                                               | - Crònica Musical: Catalunya Nova (J.)                           |
| 2      | 13 de gener de 1900    | | - L'ideal i l'estratègia (C. C.) - La Qüestió Catalana: Endavant la lluita! (J. Cases Carbó) - L'organisació (J. Amorós)                                                                                              | - La llegenda òrfica (G. Zanné Rodríguez) - Les terres Catalanes - Exterior: Dates principals de la guerra anglo-boer. Novembre de 1899. (Seguirà) - Noves - La vida catalana: Desil·lusió (Novel·la de J. Massó i Torrents). Continuació.                                         | - La meva nena (E. Guanyabéns)                                                                                  | - Crònica teatral: Teatre Romea, Lo Compte Arnau (J.)            |
| 3      | 20 de gener de 1900    | | - Les divisions catalanistes (J. Aguilera) - La Qüestió Catalana: El miting de Girona en favor del Concert Econòmic (J. Cases Carbó)                                                                                  | - Mr. G. Hantaux parlant de Barcelona (C. C.) - «Els sepulcres blancs»: Drama d'en Jaume Brossa (R. D. Perés) - Exterior: la guerra del Transvaal (J. LL. Pellicer) - Bibliografia (J. M. T) - Nova - La vida catalana: Desil·lusió (Novel·la de J. Massó i Torrents). Continuació | - La Set (de Léon Dierx)                                                                                        |                                                                  |
| 4      | 27 de gener de 1900    | - Frederic Tremols i Borrell (F.)                                                                   | - El catalanisme integrista (C.C) - La Qüestió Catalana: El meeting de Vilafranca (J. Cases Carbó) | - Consideracions sobre el llibre d'un poeta inculte (J. Pérez Jorba) - L'Ensenyança Popular (Anatole France) - La pluja a Catalunya (E. Fontseré) - Noves - La vida catalana: Desil·lusió (Novel·la de J. Massó i Torrents). Continuació.                                          | - La cova del Goç (Roger d'Erill)                                                                               |                                                                  |
| 5      | 3 de febrer de 1900    | - John Ruskin (R. D. Perés)                                                                         | - Els representants catalans en el parlament espanyol (C. C.) | - Després de la tempesta: Reflexions (G. Zanné) - En Garet en l'enramada (J. Ruyra) - Bibliografia (J. M. T.) - La vida catalana: Desil·lusió (Novel·la de J. Massó i Torrents). Continuació.                                                                                      | | - La Sésta: Cançó per a música d'Àntoni Noguera (Gabriel Alomar) |
| 6      | 10 de febrer de 1900   | - Walt Whitman (J. Pérez Jorba)                                                                     | - La Qüestió Catalana: en el parlament espanyol (J. Cases Carbó) | - Triall dels aforismes (C. C.) Acabarà. - El catalanisme en el llenguatge. Fragment d'un discurs (Joan Maragall) - Exterior: Dates principals de la guerra anglo-boer - Noves - La vida catalana: Desil·lusió (Novel·la de J. Massó i Torrents). Continuació.                     | - Les aptituds proposes i el mig disposa. Manouvrier (Marian Aguiló)                                            |                                                                  |
| 7      | 17 de febrer de 1900   | | - L'ambient semític (J. Lluhí Rissech) - La Qüestió Catalana: La suspensió de garanties en la província de Barcelona i el Parlament espanyol (J. Cases Carbó) - El poble català i el castellà: Judicis i observacions | - El Pensament Català: Triall dels aforismes de Joaquim Setantí (C. C.) - L'hereva de Provença (Miquel S. Oliver) - Noves - La vida catalana: Desil·lusió (Novel·la de J. Massó i Torrents). Continuació.                                                                          | | - Crònica artística: L'Exposició de Can Parés (El model en vaga) |
| 8      | 24 de febrer de 1900   | - Catalanistes inconscients: En Romero Robledo? (C. C.) - Les «Odas» d'en Marquina (J. Pérez Jorba) | - La Qüestió Catalana: L'Actitud d'en Pi i Maragall (J. Cases Carbó) - El poble català i el castellà: Judicis i observacions                                                                                          | - El Pensament Català: Triall dels aforismes de Joaquim Setantí (C. C.). Acabament. - Ideals (G. Zanné Rodríguez) - Noves - La vida catalana: Desil·lusió (Novel·la de J. Massó i Torrents). Continuació.                                                                          | |                                                                  |
| 9      | 3 de març de 1900      | | - Un Llibre madrileny sobre catalanisme (C. C.) - La Qüestió Catalana: «El Globo» i l'autonomisme balear (J. Cases Carbó) - El poble català i el castellà: Judicis i observacions                                     | - L'ensenyança oficial a Catalunya: el programa oficial de l'assignatura de francès (E. Arnau) - Noves - La vida catalana: Desil·lusió (Novel·la de J. Massó i Torrents). Continuació.                                                                                             | - Crepuscol (Roger d'Erill)                                                                                     | - La novena simfonia de Beethoven (G. Z. R.)                     |
| 10     | 10 de març de 1900     | | - L'Espanya Europea: Estat Confederat (C. C.) - La Qüestió Catalana: La prempsa de fora del Principat (J. C. C.) - El poble català i el castellà: Judicis i observacions (Continuació).                               | - Fragments de la llegenda de Venus (G. Zanné Rodríguez) - Bibliografia (J. M. T.) - La vida catalana: Desil·lusió (Novel·la de J. Massó i Torrents). Continuació. | - La primera neu (Jaume Terrí)                                                                                  |                                                                  |
| 11     | 17 de març de 1900     | | - L'erecció de Madrid en capital de l'Imperi espanyol (C.) - El poble català i el castellà: Judicis i observacions (Continuació).                                                                                     | - Les primeres revoltes dels Boers contra els Inglesos (Clemence Royer) - Exterior: Dates principals de la guerra anglo-boer - Nova - Triall de fets - La vida catalana: Desil·lusió (Novel·la de J. Massó i Torrents). Continuació.                                               | - «Poemas de Mar» de l'Apeles Mestres (Roger d'Erill) - Del single al pla: del llop a l'home (J. Puig Ferreter) | - Concerts (G. Z. R.)                                            |
| 12     | 24 de març de 1900     | | - El poble català i el castellà: Judicis i observacions (Continuació). | - El rossellonès a Madrid: Constatacions i Impressions (Alfons Talut) - Tafaneria històrica (Jordi Ballester) - Les primeres revoltes dels Boers contra els Inglesos. Acabament. - El Rei dels Albers (Alexandre de Riquer) - Bibliografia (J. R. C.) - Nova                       | | - Concerts (G. Z. R.)                                            |